# Tabaimo
 (octobre 2012).
Tabaïmo (束 芋, Taba Imo) est une artiste contemporaine japonaise née le 30 novembre 1975 dans la préfecture de Hyōgo. 

## Biographie
Issue d'une grande famille de potiers, elle apprend la céramique à l'âge de 8 ans et poursuit ensuite des études scientifiques au lycée de Nishinomiya avant d'entreprendre trois années universitaires en pharmacie. 
Finalement, en 1994, elle intègre l'université des Arts et du Design de Kyoto où elle étudie la peinture japonaise (Nihon-ga). Une fois diplômée, elle a travaillé comme graphiste dans une agence de publicité tout en continuant à s'exprimer artistiquement. En 1999 elle se voit décerner le Kirin Contemporary Award et, en 2001, elle est la plus jeune artiste invitée à la triennale de Tokyo. Elle entame ensuite une carrière internationale.
Elle réalise une exposition à la fondation Cartier à l'automne 2006 qui est sa première exposition personnelle en Europe. La même année, elle est invitée à la Biennale de Venise.

## Activités artistiques
Les moyens d'expression de Tabaïmo sont multiples : le dessin (parfois même directement appliqué sur les murs), l'animation, et l'installation (comprenant en général une animation et un fond sonore).
Tabaïmo travaille sur la mise en abîme, et filme parfois les spectateurs en train de regarder ses installations, afin de les rediffuser lors d'expositions suivantes sous forme d'autres installations, dont la spécificité est alors que les écrans diffusent les installations précédentes avec leur mise en situation.
Les animations présentent la plupart du temps différents plans ou scènes s’enchaînant, où l’on trouve des images ou des codes visuels étroitement liés à la culture japonaise, mais la plupart du temps détournés pour créer un malaise. Tous les films semblent faire passer le même message, dans l'esprit « il y a quelque chose de pourri au pays du soleil levant », symbolisant le télescopage d’une tradition culturelle ancienne et encore très prégnante et d’un mode de vie moderne dans un pays où l’évolution industrielle et technologique a été énorme depuis quelques décennies.

### Principales œuvres
- Japanese Kitchen (1999)
- Yumenikki Nippon (2000)
- Japanese Commuter Train (2001)
- Intérieur japonais (2002)
- Haunted House (2003)
- Mer de minuit (2006)
- Ginyorama (2006)
- Dolefullhouse (2007)

### Expositions
- Exposition Solo, Osaka , 2000
- Triennale de Yokohama, 2001
- Biennale de São Paulo, 2002
- Exposition Solo, Tokyo Opera City, 2003
- Exposition Solo, James Cohan Gallery, New York, 2005
- Biennale de Sydney , 2006
- Exposition Solo "Tabaimo", Fondation Cartier pour l'art contemporain, 2006-2007
- Biennale de Venise, 2007

### L'exemple duJapanese Commuter Train
Japanese Commuter Train est un film de 8 minutes passé en boucle sur 6 écrans disposés de chaque côté d'un couloir, avec un effet de perspective accentué dû à leur placement. La projection reconstitue l’intérieur d’un train de banlieue, où la réalité déraille… le cadre est très réaliste, mais des événements fantastiques s’y produisent (les bras de passagers tombent, une dame s’envole par la fenêtre) et ce, dans l'indifférence générale.
L’animation semble découpée en plusieurs saynètes différentes, entrecoupées à chaque fois par l’apparition d’un drapeau japonais où un message s’affiche, le tout avec une musique d’ambiance également japonaise, mais qui semble victime d’une détournement puisque certaines mélodies sont diffusées à l’envers.
Tabaïmo semble pointer la naissance d’une forme d’aliénation, d’une indifférence extrême à “l’autre“, dues à un quotidien ultra-balisé et casanier, où il n’y a plus de place pour les sentiments. Cette œuvre (comme la plus grande partie de son travail) est évidemment une critique sociale du Japon, où le modèle économique jadis cité en exemple fait apparaître depuis des années déjà les laissés pour compte, ceux qui n’ont pas pu prendre l’ascenseur social.

## Sources
- (ja) « Tabaimo VS Yutaka Sasaki »
- (en) « Tabaimo à la biennale de Venise »